# Lúcio (Fußballspieler, 1979)
Lúcio, mit vollem Namen Lúcio Carlos Cajueiro Souza (* 20. Juni 1979 in Recife), ist ein ehemaliger brasilianischer Fußballspieler.

## Karriere
Lúcio stammt aus der Jugendabteilung von FC Unibol Pernambuco, wo er bis 1999 spielte, bevor er sich dem EC São Bento anschloss. Eine halbe Spielzeit lang war er von dort an SE Gama ausgeliehen, bevor er 2001 zurückkehrte. Noch im selben Jahr schloss sich der Spieler mit dem starken linken Fuß Esporte Clube XV de Novembro in Piracicaba an, wo er eine Saison lang am Ball war.
Zur Saison 2002 – in Brasilien werden die Spielzeiten im Kalenderjahr ausgetragen – wechselte er zum Ituano FC, wo er in 25 Spielen zwei Tore erzielen konnte. Zwischen Juli und Dezember 2002 spielte er bei AD São Caetano, ehe er zu Ituano zurückkehrte. Im Juni 2003 schloss sich Lúcio SE Palmeiras an, wo er bis 2005 spielte. Anschließend wurde er zweimal verliehen; 2006 bestritt er zehn Spiele für den FC São Paulo, im Folgejahr streifte er sich das Trikot von Grêmio FBPA über.
Zur Saison 2007/08 wechselte Lúcio zu Hertha BSC in die deutsche Bundesliga. Bei den Berlinern erhielt er einen Vierjahresvertrag. Am 22. September 2007 erzielte Lúcio sein erstes Bundesligator im Spiel gegen Borussia Dortmund. Am achten Spieltag im Spiel beim FC Schalke 04 erlitt Lúcio einen Kreuzbandriss, einen Anriss der Patellasehne, Schaden am Innenband sowie am Meniskus. Nach seiner Verletzung war sogar seine Karriere in Gefahr. Seine Genesung dauerte etwa 14 Monate. Am 18. Dezember 2008 im Spiel gegen Olympiakos Piräus, das Hertha BSC mit 0:4 verlor, gab er sein Comeback, nachdem er von Trainer Lucien Favre in der 87. Minute eingewechselt wurde. In einem Interview meinte Lúcio: "Das waren die 4 wichtigsten Minuten meines Lebens". Im August 2009 wurde er bis zum Saisonende erneut an Grêmio ausgeliehen. Am 13. Februar 2010 zog er sich im Spiel gegen São José Porto Alegre einen Kreuzbandriss zu.
Nachdem Hertha in die 2. Bundesliga abgestiegen war, wurde der Vertrag mit Lúcio aufgelöst. Im Dezember wurde er von Gremio zurückgeholt und konnte dort wieder an seine alten Leistungen anknüpfen. Bei Grêmio blieb Lúcio bis zum Ende der Série A 2011 im Dezember des Jahres.
Zur Saison 2012 wurde Lúcio von Náutico Capibaribe unter Vertrag genommen. Am Jahresende verließ er den Klub und tingelte bis 2020 durch unterklassige Klubs. Dann beendete er seine aktive Laufbahn.

## Erfolge
Ituano
- Staatsmeisterschaft von São Paulo: 2002

Palmeiras
- Série B: 2003

São Paulo
- Série A: 2006

Grêmio
- Staatsmeisterschaft von Rio Grande do Sul: 2007